# 辺見じゅん
辺見 じゅん（へんみ じゅん、本名：清水 眞弓（しみず まゆみ、旧姓：角川、邊見）、1939年（昭和14年）7月26日 - 2011年（平成23年）9月21日）は、日本の歌人・ノンフィクション作家。二人の娘がいる。

## 経歴
- 1939年、富山県中新川郡水橋町（現・富山市）で、角川源義・鈴木冨美子との間に長女として生まれる[3]。出生後に父母が結婚。
- 1942年、同母弟・春樹出生。
- 1943年、同母弟・歴彦出生。
- 1947年、異母弟・道夫出生する。
- 1949年7月26日、異母三弟・道夫が角川書店の事務員で父の不倫相手でもある照子に殺害される[4][5][6]。その後、父・源義が照子（旧姓中井）と再婚。
- 1952年、異母妹・真理出生。
- 1958年、早稲田大学第二文学部史学専修入学。
- 1962年、早稲田大学第二文学部史学専修卒業。
- 1963年、結婚に伴い角川から清水に改姓[2]。
- 1964年、私小説『花冷え』を清水真弓名義にて刊行。以降は辺見じゅんの筆名にて発表される。
- 1966年[7]12月25日[8][9]、甥で後の角川書店取締役・太郎が生まれる
- 1970年5月21日、異母妹・真理が自殺[4][5]。
- 1975年、父・源義死去。
- 1984年、『男たちの大和』で新田次郎文学賞を受賞。
- 1988年、『闇の祝祭』で現代短歌女流賞を受賞。
- 1989年、『収容所から来た遺書』で講談社ノンフィクション賞を受賞。
- 1990年、『収容所からきた遺書』で大宅壮一ノンフィクション賞を受賞。
- 1998年、『夢、未だ盡きず』でミズノスポーツライター賞を受賞。
- 2002年、幻戯書房設立。社長に就任。
- 2004年、義母・照子死去。
- 2008年、富山市にて歌誌「弦」創刊。代表に就任。
- 2010年、富山県に2012年7月開設の「高志の国文学館」の館長就任内定。
- 2011年9月21日、東京都武蔵野市の自宅で死去。72歳没[1]。没後、作品の著作権は娘が受け継いだ[10]。墓所は小平霊園。

## 作品の特徴
私小説風から童話・詩歌まで幅広い作品を手がける。ノンフィクションにおいては、丹念な聞き取りを元に構成されているとして評価が高い。私小説風作品においては、複雑な家庭環境を元に冷静で批判的に家族を捉える反面、親子の愛情について細やかに描写されている。

## 花冷えについて
父の友人曰く伯父をモデルとした安一は5回離婚したが伯父が離婚したのは4回とコメントしている。
実母・富美子は花冷えの作中の母親が不倫をするくだりと夫婦喧嘩をしてヒステリーをおこす場面を読み「なぜ、実の娘がこんな見てきたような嘘を書くのか、私には分かりません。」「45年間沈黙を守り続けてきた私がすべてを話そうという気になったのは、この『花冷え』の存在を知ったからだ、といっても過言ではありません。」としている。

## 歌集
- 『雪の座』（角川書店 新鋭歌人叢書、1976年）
- 『水祭りの桟橋』（思潮社、1981年）
- 『闇の祝祭』（角川書店、1987年）
- 『幻花』（短歌新聞社 現代女流短歌全集、1996年）
- 『秘色』（砂子屋書房、2001年）
- 『辺見じゅん歌集』（砂子屋書房 現代短歌文庫、2008年）
- 『天涯の紺』（角川学芸出版 角川短歌叢書、2010年）

## 著書
- 『花冷え』（七曜社、1964年）※清水真弓名義
- 『愛の民話』（新書館、1974年）
- 『呪われたシルク・ロード』（角川書店、1975年、角川文庫 1980年）
- 『はしりかねと八つの村のものがたり』（文藝春秋、1977年）、北井一夫写真
  - 『海の娼婦はしりかね』（角川文庫、1981年）
- 『ふるさと幻視行』（講談社、1978年）
- 『たおやかな鬼たち』（角川書店、1979年）
- 『探訪北越雪譜の世界』（角川書店、1982年）、北井一夫写真
  - 『新・北越雪譜』（角川選書、1985年）
- 『男たちの大和』（角川書店、1983年）、のちハルキ文庫ほか
  - 『小説 男たちの大和』（角川春樹事務所、2005年、ハルキ文庫 2006年）
  - 『女たちの大和』（ハルキ文庫、2005年）
- 編『戦艦大和発見』原勝洋共編（角川書店、1985年）、のちハルキ文庫
- 編『昭和の遺書』角川書店・文藝春秋ほかで多数再刊
- 編『私たちの戦争体験　四十年目の自分史』（深夜叢書社、1985年）
- 『愛することと歌うこと―女流歌人・俳人の肖像』（美術公論社、1986年）
- 『初めて語ること　賢師歴談』（文藝春秋、1987年）、聞き手
- 『収容所から来た遺書』（文藝春秋、1989年、文春文庫 1992年）、映画「ラーゲリより愛を込めて」原作
- 『花子のくにの歳時記』（小学館、1991年）、のちハルキ文庫
- 『大下弘 虹の生涯』（新潮社、1992年）、のち新潮文庫、文春文庫
- 『レクイエム・太平洋戦争』（PHP研究所、1994年）、のち文庫
- 『夢、未だ盡きず―平木信二と吉岡隆徳』（文藝春秋、1998年）
- 『暁の超特急―吉岡隆徳ものがたり』（松江今井書店、2001年）
- 『戦場から届いた遺書』（日本放送出版協会 NHK人間講座、2002年）、のち文春文庫
- 『ダモイ遥かに』（メディアパル、2008年）
- 『よみがえる昭和天皇』保阪正康と対話（文春新書、2012年）
- 『夕鶴の家　父と私』幻戯書房、2012年
- 『桔梗の風　天涯からの歌』幻戯書房、2012年
- 『飛花落葉　季を旅して』幻戯書房、2012年

## エピソード
2005年12月公開の日本映画『男たちの大和』の原作者であったが、映画公開の際、丸の内TOEIで行なわれた初日舞台挨拶には辺見本人の強い希望で出席している。この時の舞台挨拶には同作品のプロデューサーを務めた実弟の角川春樹も出席し、春樹から観衆に向けて「姉です」と紹介された。春樹は当初から舞台挨拶に出席することが決まっていたが、辺見が出席する予定はなく、当日の朝になって急遽出席が決まっている。原作者が舞台挨拶に出席することは通常ほとんどなく、極めて異例なものであった。